# 杜預

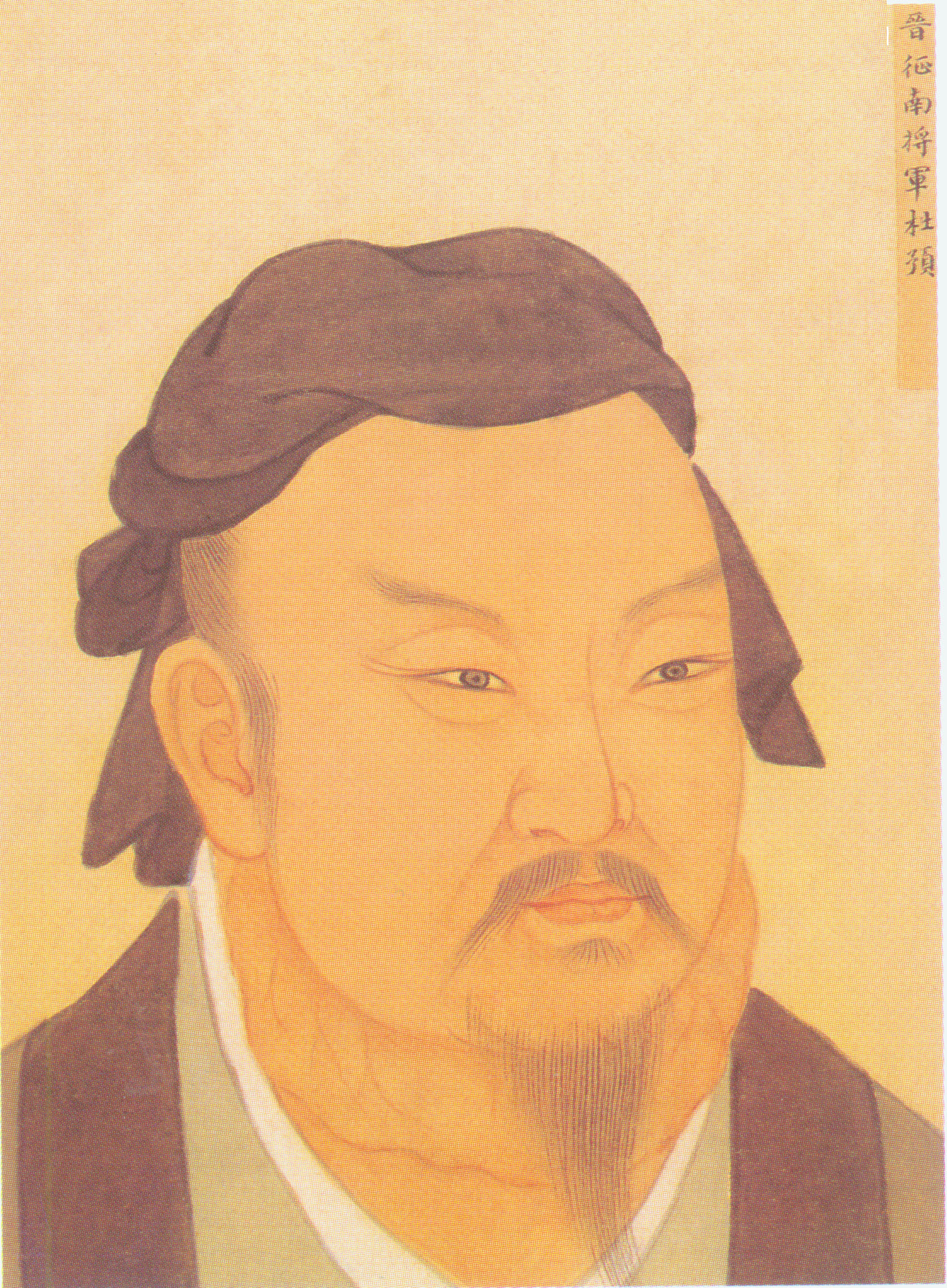
杜預

杜 預（と よ、222年 - 284年）は、中国三国時代から西晋時代の政治家・武将・学者。魏・西晋に仕えた。字は元凱。諡は成。慣用的には「どよ」とも読まれてきた。京兆尹杜陵県（現在の陝西省西安市雁塔区）の人。祖父は杜畿。父は杜恕。妻は高陸公主（司馬懿の娘）。子は杜錫・杜躋・杜耽・杜尹など。なお杜耽の末裔が杜甫で、杜尹の末裔が杜牧である。『春秋経伝集解』の著者。
傅玄の『傅子』によると、その遠祖は『史記』酷吏列伝で“酷吏”と評された前漢の御史大夫の杜周である。その子で父と同じ御史大夫を務めた杜延年は、父や弟と共に南陽郡杜衍県（現在の河南省南陽市宛城区）から茂陵（現在の陝西省咸陽市興平市）に移住した。後に杜延年が更に杜陵（現在の陝西省西安市雁塔区）に移住したため、子孫は代々ここに居住することになった。唐代の詩聖杜甫は彼の末裔にあたる。

## 略歴
杜預は博学で物事に通暁し、興廃の明に長けており、常に「徳は企及を以てすべからず、功を立て言を立つが庶幾（ちか）きなり」と言っていた。祖父が魏の尚書僕射、父が幽州刺史という名門であったが、父は岳父の司馬懿と折り合いが悪く、終には幽死させられた。このため、杜預も長い間不遇をかこっていた。後に義兄の司馬昭が司馬家の当主となると、その妹婿であった杜預は尚書郎となり、父祖の爵位である豊楽亭侯に就いた。
尚書郎に四年間在任した後、参相府軍事に転任する。263年の蜀漢攻略の時は、鎮西長史として従軍した。鍾会がクーデターを起こしたとき、同僚たちは軒並み罰せられたが、杜預は計画に与しなかったのを証明したため処罰を免れた。また鄧艾を尊敬していたため、鄧艾を殺した衛瓘・田続らを厳しく非難している。
賈充らとともに律令の制定に与り、杜預が注解することとなった時、杜預は次のように奏上した。「法とは、墨縄で筋目をつけるが如き存在であって、理を窮め性を尽くす類の書ではありません。ですから、本文は要約され判例は正しく、また省略は許されても単純化は禁ずるのです。判例が解り易く、且つ見易すければ、人々の知るところとなり、罪を犯すのを避けるでしょう。単純化されず犯し難いとすれば、刑罰を執行する回数は減るでしょう。刑の基は簡潔かつ廉直なことにあるのですから、道徳上の立場を明らかにしなければなりません。古の刑法は、鐘鼎に銘せられ金石に刻まれ（明文化することで）濫用を防ぎました。この法を用いる者は、最善の判例とともに裁判の趣旨を明らかにし、墨縄の真直さで在らしめなくてはなりません。」
泰始年間（265年 - 274年）、官吏の貶降と昇進について下問を受けると、次のように述べた。「上古聖代であれば、功績は本人が黙っていても広く詳しく伝わったようです。しかし、今は違います。遠方のことについて、詳しく知ることはできません。人々は心を疑う代わりに耳目を信じ、耳目を疑う代わりに文書を信じます。文書はいよいよ多く、それに従って官による偽造もますます増えます。法令は煩雑になり、文章が飾り立てられるばかりです。優劣を挙げるとすれば、各々監査する官を設けるに越したことはありません。毎年、人望や評判の高い人物に優を一つ、評判の悪い者には劣を一つ加えます。六年して、最も優の多い者は抜擢し、劣ばかりならクビにするのです。優が多めで劣が少ないならそれなりに昇格させ、劣が多めで優が少ないものは左遷します」。この上奏を遺憾とした司隷校尉の石鑒は、杜預の職を免じた。
その頃、異民族が隴右に来襲し、杜預は安西軍司として派遣され、長安で仮節・秦州刺史・東羌校尉・軽車将軍を授けられた。安西将軍となった石鑒は、敵の勢いが盛んであるのに、杜預へ出撃を命じた。杜預は、相手が勢いに乗じており装備も固く、対して官軍の装備は乏しいことから、春まで進軍を待たなければ十中八九勝算はないと言った。石鑒は激怒して「杜預は恣に城門や官舎を飾りつけている」と上奏したため、杜預は檻車に収監の上で護送されてしまった。杜預の処遇について議は長引いたが、杜預夫人が司馬炎の叔母であることから、爵位で罪を贖うということで決着が付いた。その後、隴右の情勢は杜預の言葉通りとなり、朝廷では杜預が戦略に明るいと評判になった。
やがて匈奴の劉猛が叛き、并州以西や河東郡・平陽郡に威を及ぼすと、杜預は度支尚書に任命されて支援対策に当たった。彼は新兵器を開発させる一方、常平倉の設置や穀物の一定買取、塩の定期輸送で農政を安定させ、その上で税制を整えた。これによって、内外五十余条の地域を救済した。ところが、石鑒の論功行賞が不誠実であるのを糾弾したことから激しい口論となり、杜預と石鑒の両名とも免職され、散侯（爵位はあるが官職がない貴族）となった。
数年後、杜預は再び度支尚書を拝命した。この頃の孟津は渡航が難しく、しばしば船舶の転覆事故が起きた。杜預は上奏して、富平津へ橋を架けることを請うた。朝議では「殷や周の都において、歴代の聖人賢者は橋を作らなかった」との理由で、橋を造る必要はないとした。しかし、杜預は「『舟を造りて橋と為す』とあるでしょう。これはつまり、舟橋を作ったということです」と反論し、架橋に扱ぎ付けた。橋が完成すると、武帝をはじめ百僚が式典に立会い、武帝は「あなたがいなければ、この橋は建てられなかったな」と称えた。杜預は「陛下のご明断がなければ、私は微力も施すことはできませんでした」と答え、帝の面目を保った。咸寧4年（278年）秋、長雨と蝗害が起こると、『晋書』食貨志に農要が多く記載されていることを提言している。このように、杜預の政策は的確で無駄がないことから、朝野は賞賛して武器庫のように整然とあらゆるものが備わっているという意味で「杜武庫」と呼んだ。
同年冬、羊祜に代わって荊州に赴任した杜預は、呉を討伐する旨を上奏して許された。太康元年（280年）、杜預率いる晋軍は大挙して呉を攻め、ついにこれを滅ぼす（#呉征討の過程にて詳述）。
凱旋後、杜預はその功績によって当陽県侯に昇格し、食邑は9600戸に及んだ。杜預は「私の家は、代々、官吏の家です。武功は功績になりません」と辞退しようとしたが、許されなかった。その後も江夏・漢口の経営にあたり、住民に大変慕われて「杜父」と呼ばれ、江南では「後世、杜翁に由って叛くこと無かれ。孰れも智名と勇功を識る」と謳われた。
杜預は後世に名を残すことを願っており、常に「高岸を谷と為し、深谷を陵と為さん」と言っていた。そして、自分の勲績を刻んだ碑を二つ造らせ、一つは万山の下へ沈め、もう一つを峴山の上に立てた。一方、大功を立てた身として、気をつけなければならなかった。彼がしばしば洛中の貴族要人を饗応するので、人が理由を問うたとき、杜預は「彼らの恨みをかって危害を加えられないためだ」と答えたという。
その後、司隷校尉に任じられたが、63歳で死去した。武帝によって、征南大将軍・開府儀同三司を追贈され、「成」と諡された。『晋書』杜預伝は、その人となりを約して「交わりを結び物を接するに、恭にして礼有り。問うに隠す所無く、人を晦するに倦まず。事において敏にして、言において慎たり」と伝える。

### 呉征討の過程
武帝はかねてより呉を滅ぼす計画を抱いていたが、同じことを考えていたのは羊祜・張華・杜預のみであった。病で引退する羊祜は、後任として杜預を推挙した。咸寧4年（278年）冬に羊祜が病没すると、杜預は鎮南将軍・都督荊州諸軍事となり、羊祜の後任として呉の抑えを務める。着任した杜預は着々と軍備を調え、精鋭の軍団を作り上げた。司令官の交代という隙を突いて、呉の西陵督張政が来襲したが、杜預によって大敗を喫した。張政は要害の地にありながら備えも無しに攻めて敗北したことを恥じ、このことを呉帝孫晧に報告しなかった。杜預が離間策として捕虜を返したところ、果たして孫晧は張政を召還し、後任に武昌の監であった劉憲を任じた。このため、後に晋の大軍が至ると呉の国境は簡単に動揺し防衛線は全く機能しなかった。
この頃、武帝は年明けから呉を攻めることを考えていたが、杜預は次のように奏上した。
「呉は攻め上ってくる気配がありません。つまり、計略に窮し、力も不足しているということです。この期を逃せば、無駄に歳月を重ねることになります。後回しにした挙句、いざ征討という際に時と人を得ない状況に陥る方が、私には恐ろしく思えます。今、国内は一つにまとまって安定しており、負ける要素はありません。あとは、陛下のお心次第なのです。」また、その月の中旬、再び上奏した。「羊祜の意見と他の廷臣達の意見が合わず、異論が多く出されたのは、陛下が羊祜と白昼に論ぜず、密かに計略を共にしておられたからです。この（呉征伐という）挙は、十中八九、我が方に利があります。朝臣たちは、陛下の恩愛を恃んで（呉という敵を放置しておく）後難を考慮しておらず、故に自分たちと異なる意見を軽んじるのです。秋よりこの方、討呉の気運は頗る高まっております。この状態で討伐を中止すれば、かえって孫晧は晋の勢いを恐れ、計略を巡らせるかもしれません。遷都の上で江南の諸城を修復させ、人を奥地に移住させてしまえば、（晋軍は）城を攻めることも出来ず、略取すべき場所もなくなります。そうなってからでは、討呉の計略は及ばなくなってしまいます。」
この上奏が届いたとき、武帝は張華と碁を打っていたが、その書を読んだ張華は言った。「今、国はよく治まっており、陛下が命令なされば一に伝わります。孫晧は驕慢にして残虐であり、賢臣能吏を殺しておりますから、呉を討てば労せずして平定できましょう」そこで、武帝は討伐を許可した。
太康元年（280年）正月、杜預は総司令官として、胡奮らと共に遂に呉討伐に乗り出した。本隊は江陵へ進軍し、また参軍たちを江西へ派遣して、その優れた戦略でもって周辺の城邑を次々に制圧していった。また、牙門将の周旨らに命じて楽郷城を急襲させ、旗指物を多く張り、巴山で盛大に篝火を焚かせた。このため呉軍の士気は大きく挫かれ、呉の都督であった孫歆は、督将の伍延に宛てた手紙の中で「北来の諸軍、乃ち江を飛渡するなり」と記すほどであった。孫歆は出撃したものの、王濬によって大敗を喫して帰還した。このとき、周旨の軍勢は呉軍に紛れ込んで楽郷城へ侵入し、そのまま孫歆の幕舎を襲い、生捕りにした。一方、江陵へ進軍した杜預は、伍延の佯降を見抜いて、これを打ち破っていた。こうして長江上流は平定され、沅水・湘水以南の広州や交州に至るまで、呉の州郡は皆帰属を願い出た。呉の都督や監軍で、生け捕られたり斬られた者は14人、牙門や郡太守では120人あまりに及んだ。江北に軍を駐屯させ、南郡を中心として各地に長吏を置いたため、荊州では治安が保たれた。
建業の間近に迫った時、軍議では「気候は温暖になり、長雨の降る時期でもありますから、疫病が流行るでしょう。冬を待って、再び攻め入るべきです」との意見が出された。杜預は答えた「楽毅は済水の一戦で燕を斉に比肩させた。今、兵威は振興し、譬えるなら竹を割くようなものだ（譬如破竹、譬えるに破竹の如し）。数節（＝15日を一節と数えることと、竹の節をかける）も刀を入れれば、後は手を使うだけでよい」。こうして進軍は継続され、呉帝の孫晧は間もなく降伏した。この逸話がのちに、破竹之勢つまり『破竹の勢い』という故事成語となった。
武功の名高い杜預だが、彼自身は馬に乗ることができず、弓射も不得意であった。そのため、軍事を任せられると、居ながらにして将卒を率いたという。
なお『晋書』には次のような話を載せる。江陵の守備側が、杜預の頸に瘤があったことから、犬の頸に瘤に見立てた瓢を括り付けたり、木の瘤を「杜預頸」と称してからかった。杜預は城を攻め落とすと、その住民を皆殺しにしたという。
唐の史館が選んだ中国六十四名将の一人に選ばれている（武廟六十四将）。

## 『春秋左氏伝』の研究
杜預は種々の経典を広く修め、特に『春秋』の左氏伝を好んだ。彼は、馬の目利きに優れた王済と蓄財を好んだ和嶠を評して「済に馬癖有り、嶠に銭癖有り」と言っていたが、武帝から「そなたには何癖があるのだ」と尋ねられ、「臣には左伝癖有り」と答えたとの逸話が残る。
『春秋』の三伝のうち、『春秋左氏伝』は充分に著者左丘明の考えを究めておらず、また『春秋公羊伝』『春秋穀梁伝』は詭弁によって解釈を混乱させていると考えた。そこで『春秋』の微言を交錯させながら『春秋経伝集解』を書き著した。また、諸家の説を参酌考察し、それを『釈例』と名づけた。そして、『盟会図』と『春秋長暦』を書き、独自の学問を作り上げた。
『春秋』の注釈で、君主を弑した（殺した）実行犯の名前が記録されていない場合は君主が悪く、実行犯が記されていれば実行犯である家臣が悪いという説を唱えた。臣下が悪くない事例では、実行犯の名前を記録しなかったという解釈である。また、無道の君主は殺害してもよいということでもあり、渡邉義浩は、司馬昭の曹髦殺害を正当化するための学説だったと推測している。
なお、彼の字「元凱」とは、『春秋左氏伝』文公十八年の条にある顓頊の八人の王子（八元）と帝嚳の八人の王子（八凱）に由来する。

鄧艾は江由へ下って行ったとき、田続が進もうとしなかったため、斬ろうとしたが、あとで見逃してやった。衛瓘は田続を(鄧艾を捕縛するために)派遣するとき、彼に向って「江由の屈辱に報復するがよかろう」と言った。杜預は鄧艾を尊敬していたので、人々に向かって
| 「 | 伯玉（衛瓘の字）は死を免れないであろう。身は名士に列し、高い地位と人望を具えながら、よい評判を立てられることがないうえに、正義によって部下を統御することもしない。これは小人（器量の小さい人間のこと）のくせに君子の皮を被っているためだ。一体どうやってその責務を果たそうというのか | 」 |

と言った。衛瓘はこの発言を伝え聞くと、車の支度も待たずに駆けつけて陳謝したという。晋書では衛瓘が後に誅殺されたのは、杜預の発言の通りであったと記載されている。杜預の発言は最初の一句が『左氏伝』そのままであるうえ、全体にわたって『左氏伝』を思わせるような内容・表現である。